# Вадіс Оджиджа-Офое
Вадіс Оджиджа-Офое (фр. Vadis Odjidja-Ofoe, нар. 21 лютого 1989, Гент) — бельгійський футболіст ганського походження, півзахисник хорватського «Хайдука».
Виступав, зокрема, за клуб «Брюгге» та «Гент», а також національну збірну Бельгії.
Володар Кубка Бельгії. Володар Суперкубка Бельгії. 

## Клубна кар'єра
Вадис прийшов у футбольну школу «Гента» у віці 5 років. У 1999 році він перейшов у футбольну академію «Андерлехта». В 2006 році дебютував за «Андерлехт», яким тоді керував Франк Веркаутерен. Проте за період роботи Веркаутерена виходив на поле дуже рідко. Але після звільнення Франка, новий тренер «Андерлехта» Арієль Якобс. У 2007 році Оджиджа дебютував за основну команду в Лізі Жупіле, в якій провів один сезон, взявши участь лише у 3 матчах чемпіонату. Восени 2007 року в надії утримати молодого півзахисника клуб запропонував Вадису продовжити контракт. Але затребуваність Оджиджи на європейському ринку була висока, інтерес до нього виявляли голландські «Феєнорд», «Геренвен», «Рода», АЗ, ПСВ, «Твенте», «Стандард» з Льєжа і німецький «Гамбург». Зрештою, Вадис вибрав клуб з Бундесліги, де виступав його співвітчизник Венсан Компані. Вадис мав право залишити команду в липні, але клуби домовились між собою вже 3 січня 2008 року, тому він ще взимку перебрався до Німеччини, в свою чергу бельгійський клуб отримав певну фінансову компенсацію.
17 лютого 2008 року в матчі проти «Бохума» Оджиджа дебютував у Бундеслізі, вийшовши на заміну замість Давида Яроліма наприкінці зустрічі. Через відсутність постійної ігрової практики Вадис виявив бажання покинути команду.
9 січня 2009 року повернувся на батьківщину, де підписав контракт з клубом «Брюгге» до 2013 року. Сума трансферу склала 900 тис. євро. 17 січня в поєдинку проти «Мехелена» Вадис дебютував за нову команду. 2 серпня в матчі проти «Шарлеруа» Одіджа забив свій перший м'яч і допоміг команді перемогти. Відіграв за команду з Брюгге наступні п'ять сезонів своєї ігрової кар'єри. Більшість часу, проведеного у складі «Брюгге», був основним гравцем команди.
Влітку 2009 року активний інтерес до півзахисника проявляли іспанська «Валенсія» і англійський «Тоттенгем Готспур». Влітку 2012 року зірвався його перехід в «Порту», а потім і в англійський «Евертон». Перехід до англійського клубу не відбувся через те, що сторони не змогли вчасно надати всі необхідні папери до ФІФА.
В серпні 2014 року Вадис перейшов в «Норвіч Сіті». 16 вересня в виїзному матчі проти «Брентфорда» він дебютував у Чемпіоншипі, вийшовши на заміну. Різні травми протягом сезону заважали гравцеві регулярно виходити на поле того сезону за «Норвіч», який здобув путівку до Прем'єр-ліги. У вересні 2015 році на правах місячної оренди виступав у складі «Ротергем Юнайтед», зіграв 4 матчі та відзначився 1 голом.
До складу клубу «Легія» приєднався в серпні 2016 року. 2 листопада 2016 року забив у матчі проти мадридського «Реала» (1: 2, матч закінчився з результатом 3:3), за який він отримав від УЄФА нагороду за найкрасивішу гол 4-го туру групового етапу Ліги чемпіонів. Переможця визначали шляхом інтернет-голосування, в якому гол Вадіса набрав 47 % голосів. Це був його перший гол в 16-ти офіційних поєдинках, які Вадіс відіграв за «Легію». 18 листопада 2016 року в переможному (4:1) матчі 16-го туру Екстракляси проти «Ягеллонії» відзначився своїм першим голом у польському чемпіонаті. Загалом пртягом сезону провів у польській першості 31 матч і відзначився 4 забитими голами.
Влітку 2017 року став гравцем грецького «Олімпіакоса», в якому основним гравцем не став, і за рік повернувся до Бельгії, уклавши контракт з «Гентом».

## Виступи за збірні
У 2008 році Вадіс потрапив в заявку молодіжної збірної Бельгії на участь в Олімпійських іграх в Пекіні. На турнірі він взяв участь в одному поєдинку проти збірної Нігерії, замінивши Мартена Мартенса в другому таймі. Протягом 2009–2011 років залучався до складу молодіжної збірної Бельгії. На молодіжному рівні зіграв у 14 офіційних матчах.
У Оджиджи є ганський паспорт, який давав йому право виступати за збірну Гани, так як він не був заграний за основну збірну Бельгії. 17 листопада 2010 року в товариському матчі проти збірної Росії Вадіс дебютував за національну збірну, замінивши в кінці матчу Едена Азара. Наразі провів у формі головної команди країни 6 матчів.
Вдруге в футболці збірної Бельгії зіграв у березні 2011 року в матчі кваліфікації ЄВРО-2012 проти Азербайджану, знову вийшовши на заміну на 90-ій хвилині, цього разу замінивши Стівена Дефура. В своєму третьому матчі, проти Казахстану, Вадис знову замінив Дефура, вийшовши на поле на 63-ій хвилині. В результаті через зіграні матчі в кваліфікації ЄВРО-2012, Оджиджа більше не мав права виступати за збірну Гани.

## Особисте життя
Батько Оджиджи ганець, мати бельгійка. Він розмовляє голландською та французькою мовами.

## Титули і досягнення
- Кубок Бельгії:
  -  Володар (2): 2007–08 («Андерлехт»), 2021–22 («Гент»)

- Суперкубок Бельгії («Андерлехт»):
  -  Володар (2): 2006, 2007

- Чемпіонат Польщі («Легія»):
  - Чемпіон (1): 2016–17

## Статистика виступів
Станом на 19 лютого 2017 року
| Клуб                      | Сезон             | Ліга              | Ліга  | Ліга | Кубок | Кубок | Кубок Ліги | Кубок Ліги | Інші  | Інші | Загалом | Загалом |
| Клуб                      | Сезон             | Дивізіон          | Матчі | Голи | Матчі | Голи  | Матчі      | Голи       | Матчі | Голи | Матчі   | Голи    |
| ------------------------- | ----------------- | ----------------- | ----- | ---- | ----- | ----- | ---------- | ---------- | ----- | ---- | ------- | ------- |
| Андерлехт                 | 2007–08           | Про Ліга          | 3     | 1    | 0     | 0     | 0          | 0          | 0     | 0    | 3       | 1       |
| Гамбург                   | 2007–08           | Бундесліга        | 2     | 0    | 0     | 0     | 0          | 0          | 0     | 0    | 2       | 0       |
| Гамбург II                | 2007–08           | Регіоналліга      | 8     | 0    | 0     | 0     | 0          | 0          | 0     | 0    | 8       | 0       |
| Гамбург II                | 2008–09           | Регіоналліга      | 4     | 0    | 0     | 0     | 0          | 0          | 0     | 0    | 4       | 0       |
| Брюгге                    | 2008–09           | Про Ліга          | 16    | 0    | 0     | 0     | 0          | 0          | 0     | 0    | 16      | 0       |
| Брюгге                    | 2009–10           | Про Ліга          | 35    | 4    | 3     | 0     | 0          | 0          | 12    | 1    | 52      | 5       |
| Брюгге                    | 2010–11           | Про Ліга          | 37    | 6    | 2     | 0     | 0          | 0          | 7     | 0    | 8       | 6       |
| Брюгге                    | 2011–12           | Про Ліга          | 29    | 4    | 2     | 0     | 0          | 0          | 10    | 1    | 41      | 5       |
| Брюгге                    | 2012–13           | Про Ліга          | 31    | 5    | 2     | 1     | 0          | 0          | 9     | 1    | 42      | 7       |
| Брюгге                    | 2013–14           | Про Ліга          | 30    | 3    | 2     | 0     | 0          | 0          | 1     | 0    | 33      | 3       |
| Брюгге                    | 2014–15           | Про Ліга          | 3     | 0    | 0     | 0     | 0          | 0          | 0     | 0    | 3       | 0       |
| Норвіч Сіті               | 2014–15           | Чемпіоншип        | 5     | 0    | 1     | 0     | 0          | 0          | 0     | 0    | 6       | 0       |
| Норвіч Сіті               | 2015–16           | Прем'єр-ліга      | 5     | 0    | 1     | 0     | 2          | 0          | 0     | 0    | 8       | 0       |
| Ротергем Юнайтед (оренда) | 2015–16           | Чемпіоншип        | 4     | 1    | 0     | 0     | 0          | 0          | 0     | 0    | 4       | 1       |
| Легія (Варшава)           | 2016–17           | Екстракляса       | 17    | 2    | 1     | 0     | 0          | 0          | 9     | 1    | 27      | 3       |
| Загалом у кар'єрі         | Загалом у кар'єрі | Загалом у кар'єрі | 222   | 26   | 13    | 0     | 3          | 0          | 48    | 4    | 286     | 30      |